# Saint-Priest-la-Prugne
Pour les articles homonymes, voir Saint-Priest (homonymie).
Saint-Priest-la-Prugne est une commune française située dans le département de la Loire, en région Auvergne-Rhône-Alpes.

## Géographie
Saint-Priest-la-Prugne est la commune la plus à l'ouest de l'arrondissement de Roanne. Elle est située entre le massif des Bois Noirs, à l'ouest, et les monts de la Madeleine à l'est. Elle culmine à 1 287 m d’altitude au Puy de Montoncel, sommet des Bois Noirs. Dans ce massif, la Besbre prend sa source et se dirige vers le nord puis le nord-est, captant les eaux de ses affluents, le Petit Besbre, l'Eau Noire, l'Etui, la Bonnière. Plus au sud, le Ricros (ou Ris Cros) et le Montlaurençon s'unissent pour former un ruisseau, le Noyer, qui cascade près de la croix de Meaux et du hameau de Bout et se jette dans le Boën à l'ouest de Saint-Just-en-Chevalet.

### Climat
Pour des articles plus généraux, voir Climat d'Auvergne-Rhône-Alpes et Climat de la Loire.
En 2010, le climat de la commune est de type climat de montagne, selon une étude du Centre national de la recherche scientifique s'appuyant sur une série de données couvrant la période 1971-2000. En 2020, Météo-France publie une typologie des climats de la France métropolitaine dans laquelle la commune est exposée à un climat de montagne ou de marges de montagne et est dans la région climatique Nord-est du Massif Central, caractérisée par une pluviométrie annuelle de 800 à 1 200 mm, bien répartie dans l’année.
Pour la période 1971-2000, la température annuelle moyenne est de 9,4 °C, avec une amplitude thermique annuelle de 15,6 °C. Le cumul annuel moyen de précipitations est de 1 146 mm, avec 12,1 jours de précipitations en janvier et 8,3 jours en juillet. Pour la période 1991-2020, la température moyenne annuelle observée sur la station météorologique de Météo-France la plus proche, « Saint-Just-en-Chevalet », sur la commune de Saint-Just-en-Chevalet à 9 km à vol d'oiseau, est de 9,8 °C et le cumul annuel moyen de précipitations est de 884,6 mm,. Pour l'avenir, les paramètres climatiques de la commune estimés pour 2050 selon différents scénarios d'émission de gaz à effet de serre sont consultables sur un site dédié publié par Météo-France en novembre 2022.

## Urbanisme

### Typologie
Au 1er janvier 2024, Saint-Priest-la-Prugne est catégorisée commune rurale à habitat dispersé, selon la nouvelle grille communale de densité à sept niveaux définie par l'Insee en 2022.
Elle est située hors unité urbaine et hors attraction des villes,.

### Occupation des sols
L'occupation des sols de la commune, telle qu'elle ressort de la base de données européenne d’occupation biophysique des sols Corine Land Cover (CLC), est marquée par l'importance des forêts et milieux semi-naturels (73,1 % en 2018), en augmentation par rapport à 1990 (71,7 %). La répartition détaillée en 2018 est la suivante : forêts (73,1 %), prairies (20,9 %), zones agricoles hétérogènes (3,9 %), zones urbanisées (1,3 %), eaux continentales (0,8 %). L'évolution de l’occupation des sols de la commune et de ses infrastructures peut être observée sur les différentes représentations cartographiques du territoire : la carte de Cassini (XVIIIe siècle), la carte d'état-major (1820-1866) et les cartes ou photos aériennes de l'IGN pour la période actuelle (1950 à aujourd'hui).

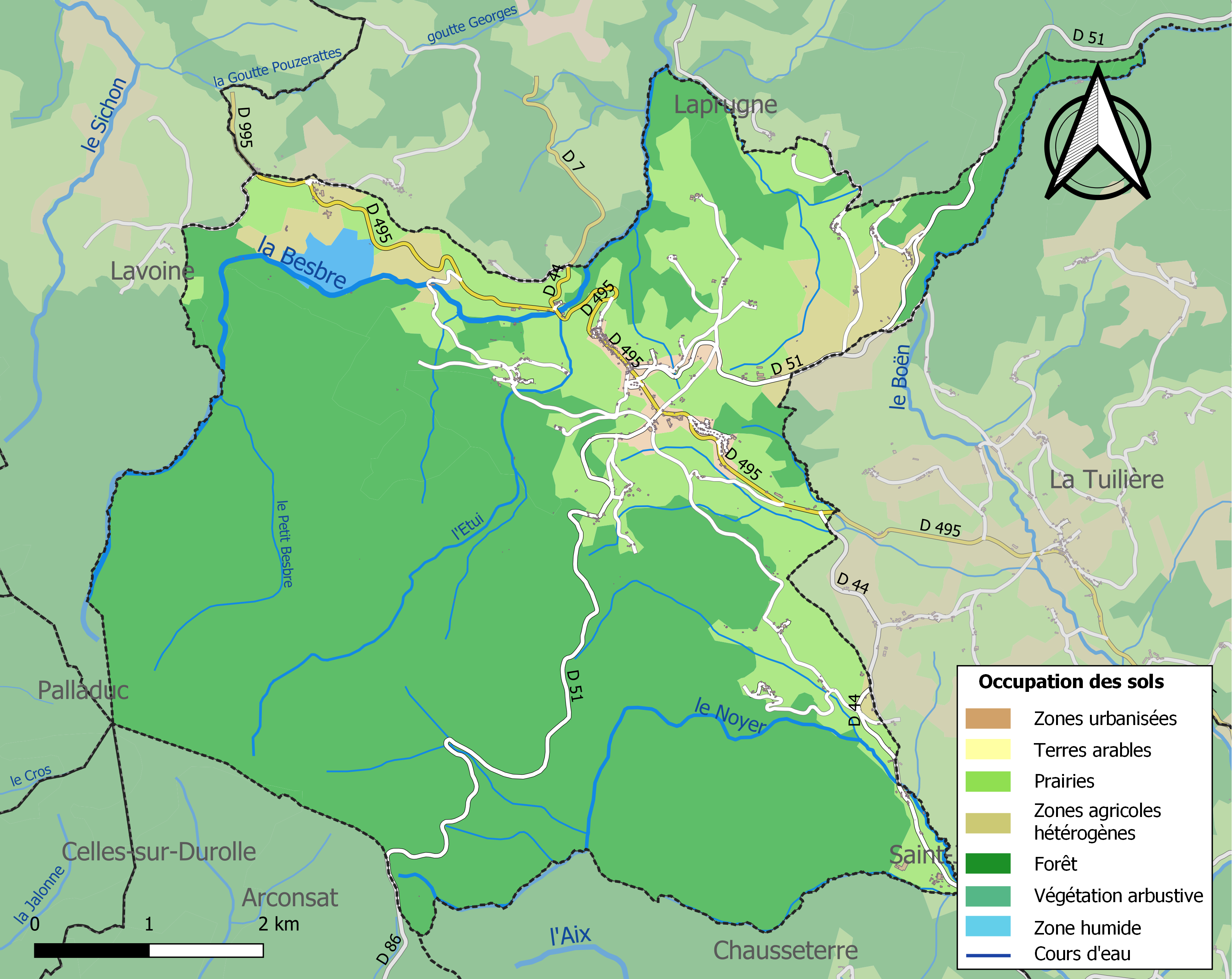
Carte des infrastructures et de l'occupation des sols de la commune en 2018 (CLC).

## Histoire
La présence humaine dans ce lieu de passage entre les vallées de l'Allier et de la Loire est très ancienne. Elle était déjà fixée dès le Moyen Âge autour de l'église romane du XIIe siècle. Sous l'Ancien Régime, la situation de cette paroisse aux confins de trois provinces (Auvergne, Forez et Bourbonnais) aux régimes de gabelle différents a favorisé la contrebande du sel. La présence d'une brigade de commis des Fermes du Roy, les gabelous, chargés de la répression des infractions à la loi sur le sel, est attestée dès le début du XVIIIe siècle. Un bâtiment daté de 1755 qui a dû leur servir d'écurie est encore visible.

## Politique et administration
| Période                                  | Période  | Identité          | Étiquette      | Qualité                                                                        |
| ---------------------------------------- | -------- | ----------------- | -------------- | ------------------------------------------------------------------------------ |
| Les données manquantes sont à compléter. |          |                   |                |                                                                                |
| 1959                                     | 1989     | Jean Rathier      |                | Exploitant forestier                                                           |
| 1989                                     | 1995     | Louis Fraty       |                |                                                                                |
| 1995                                     | 2001     | André Pras        |                |                                                                                |
| mars 2001                                | 2020     | Huguette Burelier | UMP-LR         | Comptable Conseillère générale du canton de Saint-Just-en-Chevalet (2011-2015) |
| 3 juillet 2020                           | En cours | Dominique Cazorla | sans étiquette | Retraité                                                                       |

## Population et société

### Démographie
L'évolution du nombre d'habitants est connue à travers les recensements de la population effectués dans la commune depuis 1793. Pour les communes de moins de 10 000 habitants, une enquête de recensement portant sur toute la population est réalisée tous les cinq ans, les populations de référence des années intermédiaires étant quant à elles estimées par interpolation ou extrapolation. Pour la commune, le premier recensement exhaustif entrant dans le cadre du nouveau dispositif a été réalisé en 2008.

En 2022, la commune comptait 412 habitants, en évolution de −5,29 % par rapport à 2016 (Loire : +1,32 %, France hors Mayotte : +2,11 %).
| 1793  | 1800  | 1806  | 1821  | 1831  | 1836  | 1841  | 1846  | 1851  |
| ----- | ----- | ----- | ----- | ----- | ----- | ----- | ----- | ----- |
| 1 170 | 1 023 | 1 137 | 1 097 | 1 091 | 1 170 | 1 200 | 1 165 | 1 192 |

| 1856  | 1861  | 1866  | 1872  | 1876  | 1881  | 1886  | 1891  | 1896  |
| ----- | ----- | ----- | ----- | ----- | ----- | ----- | ----- | ----- |
| 1 147 | 1 144 | 1 110 | 1 156 | 1 080 | 1 053 | 1 017 | 1 016 | 1 035 |

| 1901  | 1906  | 1911  | 1921 | 1926 | 1931 | 1936 | 1946 | 1954 |
| ----- | ----- | ----- | ---- | ---- | ---- | ---- | ---- | ---- |
| 1 087 | 1 054 | 1 149 | 957  | 891  | 794  | 724  | 646  | 631  |

| 1962 | 1968 | 1975 | 1982 | 1990 | 1999 | 2006 | 2008 | 2013 |
| ---- | ---- | ---- | ---- | ---- | ---- | ---- | ---- | ---- |
| 916  | 880  | 717  | 514  | 505  | 442  | 462  | 468  | 442  |

| 2018 | 2022 | - | - | - | - | - | - | - |
| ---- | ---- | - | - | - | - | - | - | - |
| 432  | 412  | - | - | - | - | - | - | - |

## Environnement

### Site radioactif

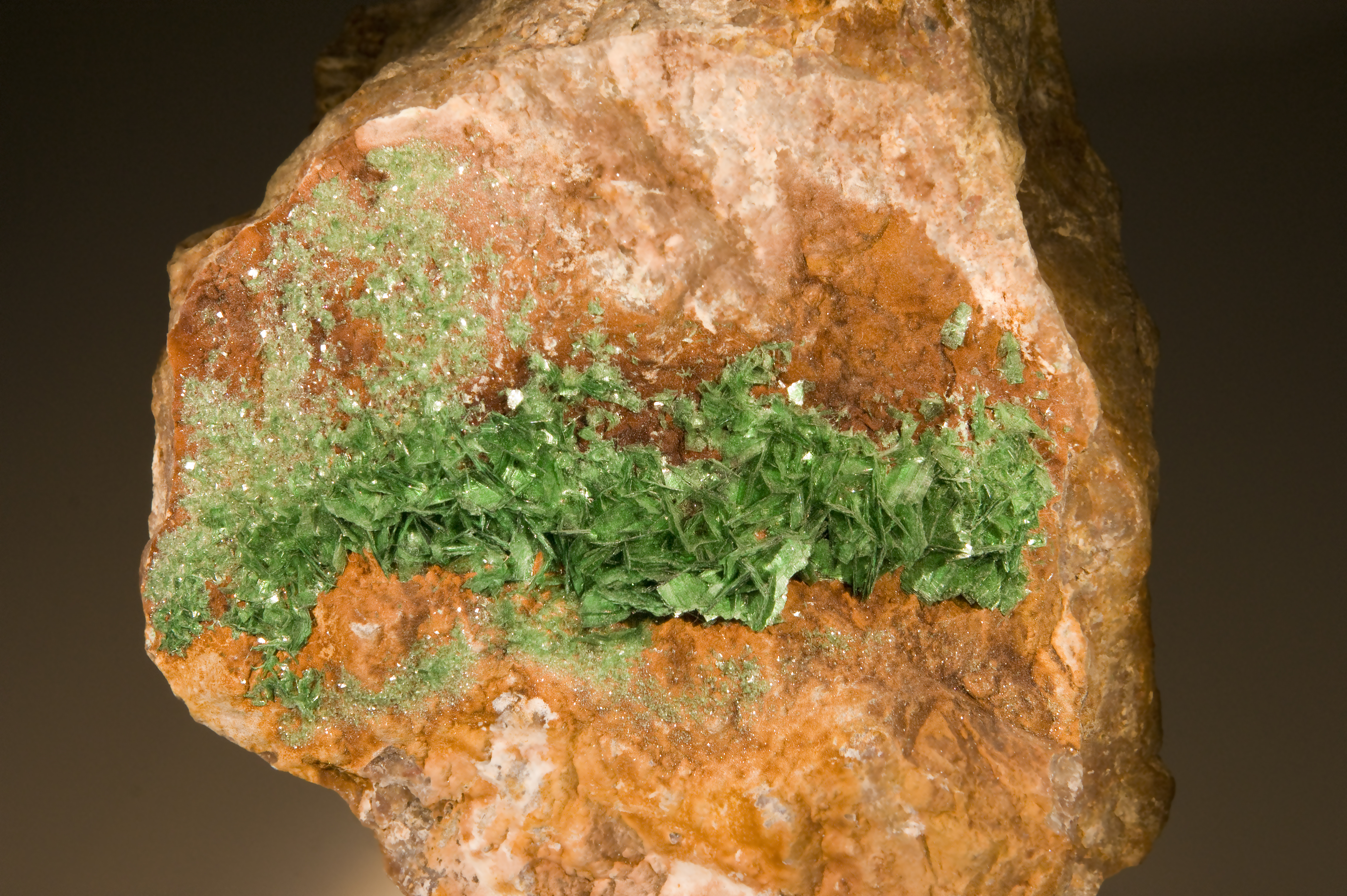
Torbernite « Les Bois Noirs »

La commune possède sur son territoire une mine d'uranium.
Le gisement a été découvert en 1951. Le gisement du Limouzat, situé à 3 km environ à l'ouest du village de Saint-Priest-la-Prugne sur 1,5 km de longueur se situe dans une structure faillée. Il s’agit d’un filon siliceux situé en bordure nord du massif granitique des Bois-Noirs. Le minerai contenu dans ce filon se trouve sous forme de pechblende.
Ce gisement a été reconnu en 1953, et est exploité depuis 1960. La Division du Forez/Grury comprend deux centres d'extraction : la mine des Bois-Noirs à Saint-Priest-la-Prugne (Loire) et celle de Grury (Saône-et-Loire). Le site des Bois-Noirs comprenait une usine de traitement de l'uranium, qui a été active de 1960 à 1980. En 20 ans, de 1960 à juillet 1980, l'usine de Saint-Priest a traité 2 584 000 tonnes de minerai contenant 6 718 tonnes d'uranium.
Le traitement de l'uranium consiste à extraire le métal (sous forme d'oxyde) en broyant les roches extraites, puis en leur faisant subir un traitement chimique pour en extraire l'uranium. Seuls les isotopes de l’uranium sont ainsi extraits ; la presque totalité des descendants de l’uranium se retrouvent par contre dans les résidus, et l’activité massique de ces derniers représente environ 70 % de celle des minerais, soit environ 105 Bq kg−1 : ce niveau représente dix à cent fois la radioactivité naturelle moyenne du granite, ce qui en fait des déchets de très faible activité. Les résidus de traitement sont stockés à proximité de leur lieu de production.
L'exploitation est arrêtée à l’épuisement du gisement des Bois Noirs en 1981. La mine à ciel ouvert et ses galeries ont été recouvertes par un lac artificiel profond de deux mètres ; cette étendue d'eau sert de protection contre les émanations radioactives des déchets d’exploitation. Selon le magazine Capital, l'ancienne mine conserverait 1,3 million de tonnes de résidus faiblement radioactifs en son sein.

Site
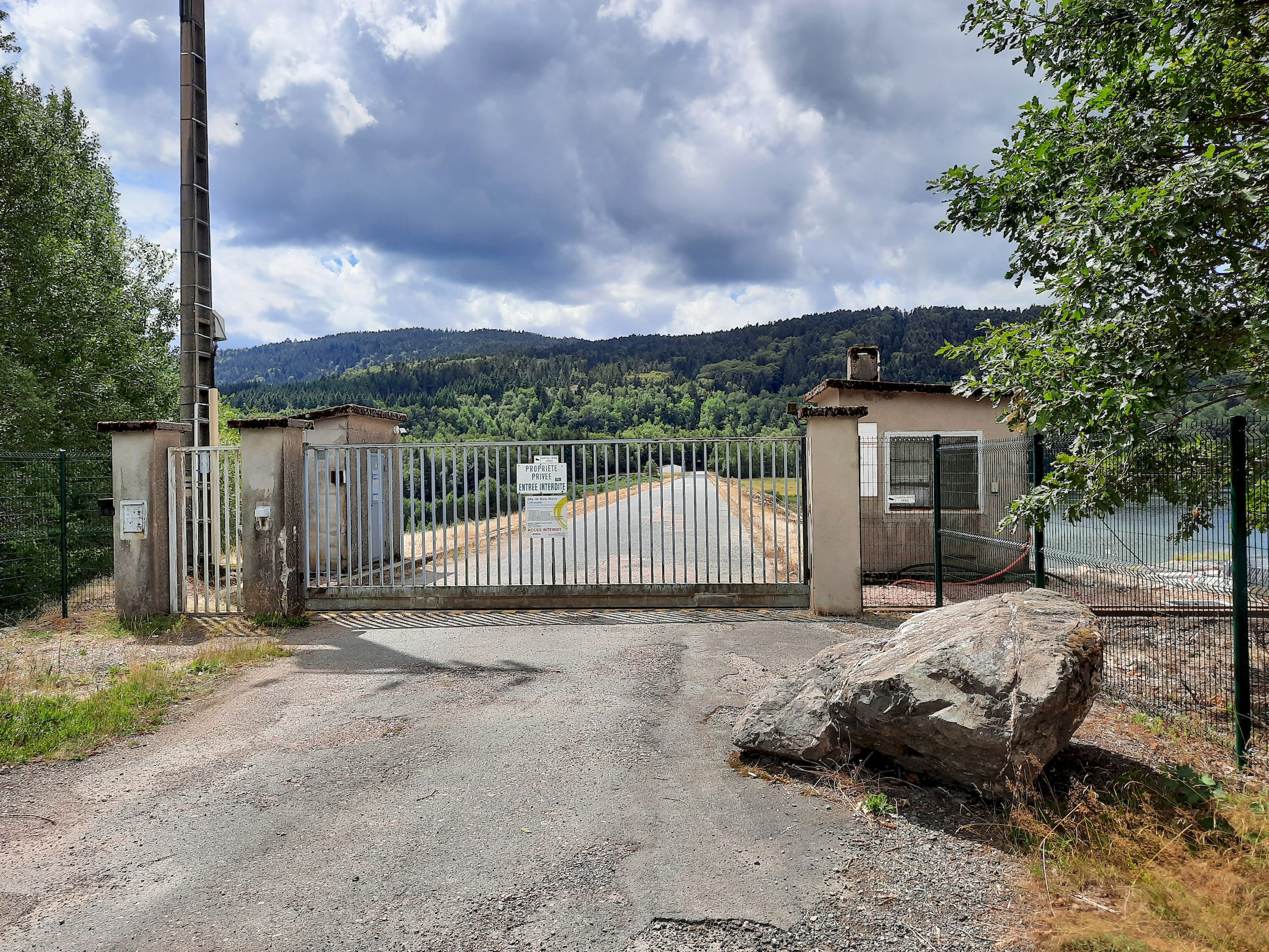
Entrée du site de l'ancienne mine d'uranium des Bois Noirs - Limouzat.
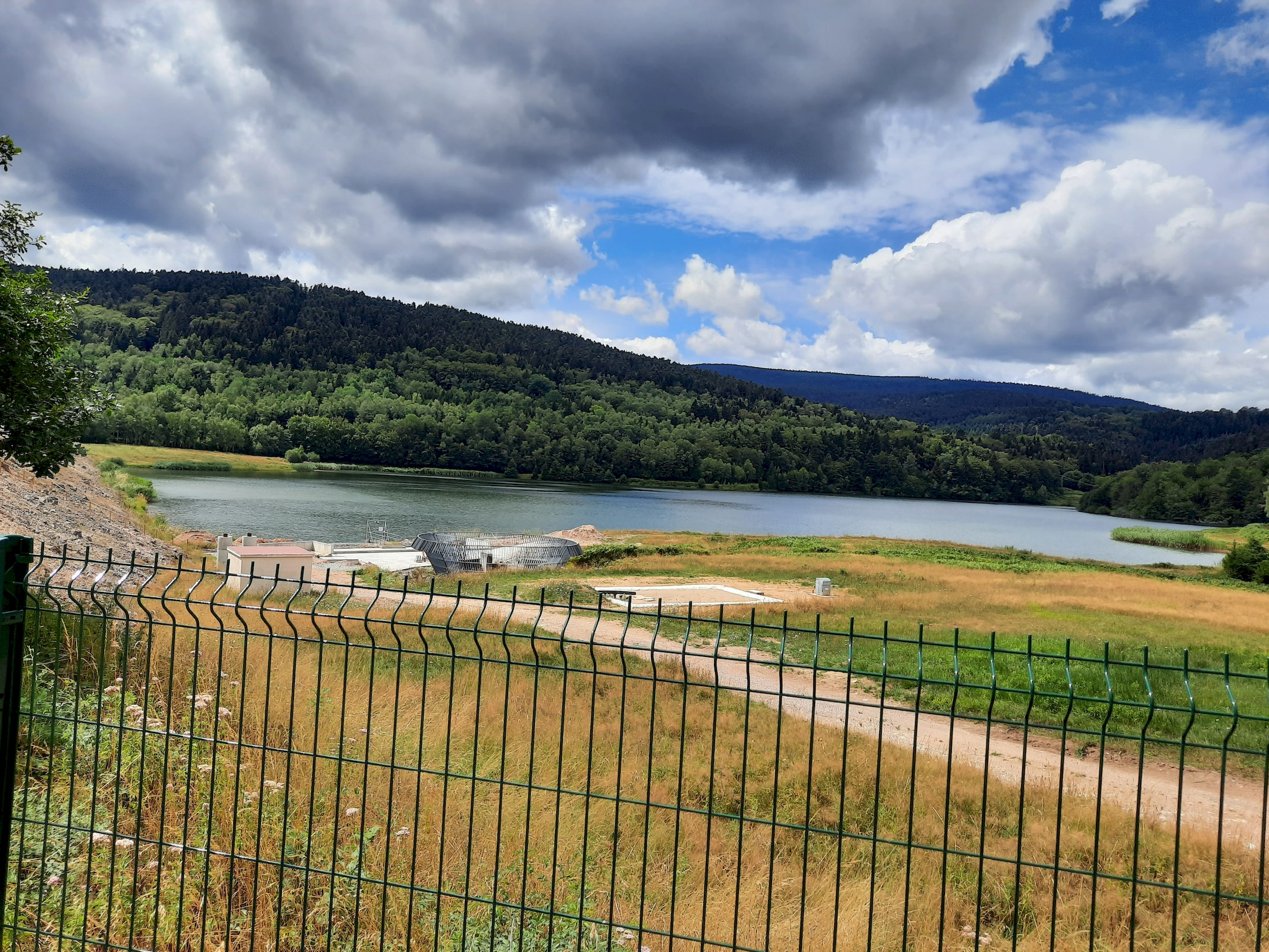
Lac artificiel recouvrant la mine.

L’association Collectif Bois Noirs se bat depuis près de vingt-cinq ans pour obtenir que tous les sites contaminés fassent l’objet d’un traitement systématique pour retrouver les niveaux de radioactivité naturelle qu’elle connaissait auparavant. En juin 1998, à la suite des demandes de la mairie de Saint-Priest-la-Prugne et du collectif Bois-Noirs, deux études parallèles ont été réalisées par la CRIIRAD et le laboratoire Subatech, afin de préciser la situation radioécologique du site et de son environnement proche. Les expertises concluent en particulier : à la bonne cohérence des résultats de mesures obtenus par les deux laboratoires et des résultats transmis par COGEMA dans le cadre de la surveillance réglementaire ; à l'existence d'un marquage radioactif de l'environnement en aval du site, faible mais mesurable ; à l'existence de taches radioactives associées à la réutilisation de stériles miniers comme matériaux de remblai ou de terrassement. Selon la Criirad, cette exploitation « a généré des millions de tonnes de déchets radioactifs » dont les confinements n'ont pas été garantis. Areva projette de réaménager l'ancienne mine des Bois Noirs en mettant en place un réaménagement plus pérenne et remplaçant la couverture d'eau par « une couverture solide ». Ce projet est rapidement abandonné en absence de consensus entre les élus, la population, les associations, les experts et Areva.
Le cas de Saint-Priest-la-Prugne est évoqué dans le reportage télévisé Uranium, le scandale de la France contaminée, diffusé sur France 3 en 2009.

## Culture locale et patrimoine

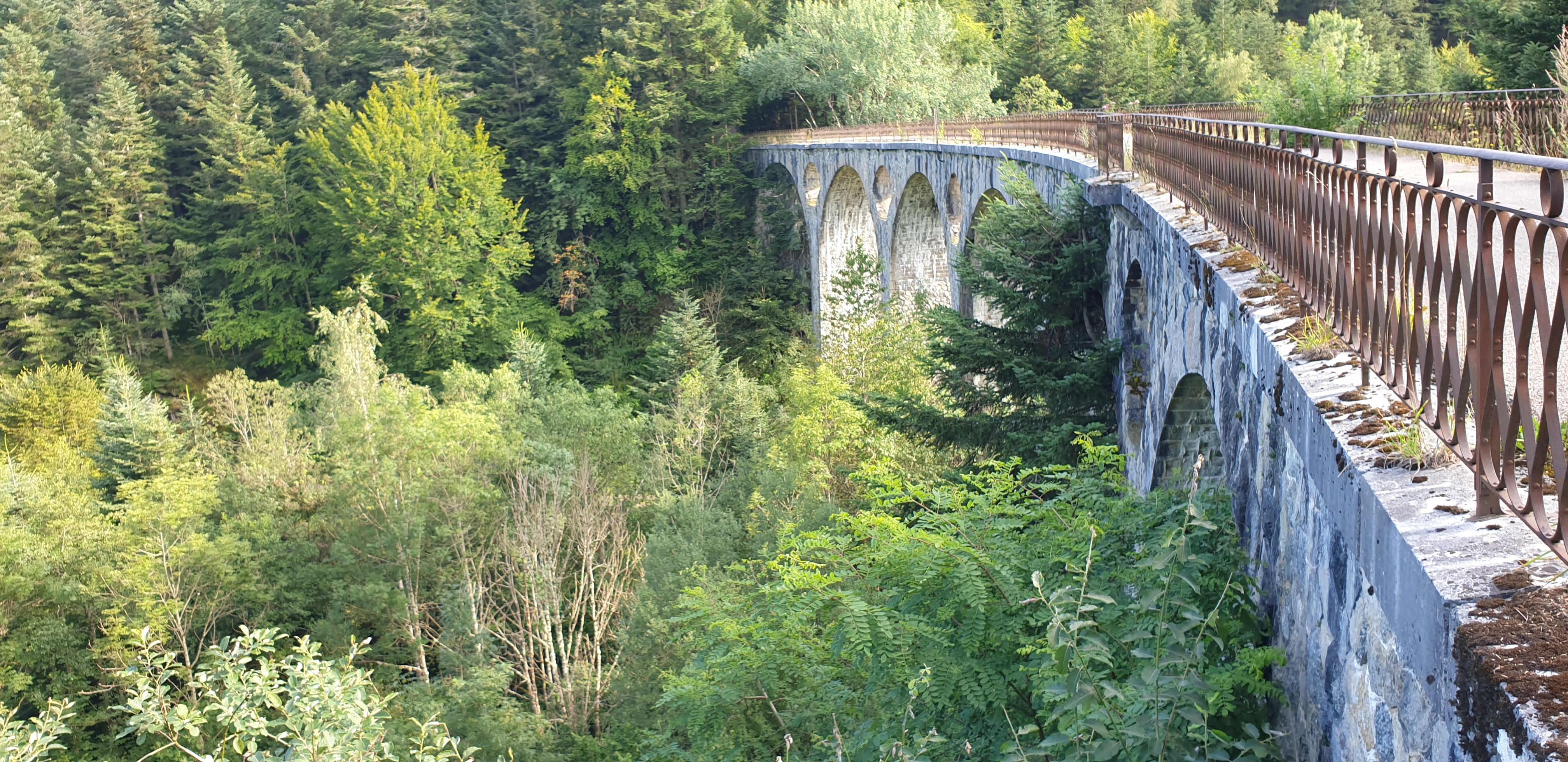
Viaduc des Peux franchissant la Besbre, ancien viaduc ferroviaire sur la prolongation vers Roanne du chemin de fer de Vichy à Lavoine.

### Lieux et monuments
- Église Saint-Prix
- Col du Beaulouis sur l'ancienne route nationale 495
- Viaduc des Peux, en courbe et long de 112 m et haut de 25,4 m, dans la forêt des Bois-Noirs.

### Blasonnement
|  | Les armoiries de Saint-Priest-la-Prugne se blasonnent ainsi : D’or à la burelle ondée de sinople surmontée de trois sapins coupés de sable mal ordonnés, soutenue de trois pointes de gueules appointées vers le cœur ; au comble dentelé de gueules. Adopté en conseil municipal le 7 mai 2004 |